# União do Oeste
União do Oeste là một đô thị thuộc bang Santa Catarina, Brasil. Đô thị này có diện tích 93,058 km², dân số năm 2007 là 3058 người, mật độ 35,6 người/km².